# Cornelis Pieter van den Hoek
Cornelis Pieter van den Hoek (Leerdam, 7 giugno 1921 – Werkendam, 12 febbraio 2015) è stato un partigiano olandese che ha combattuto durante la seconda guerra mondiale.
Alla data della morte, avvenuta nel 2015 all'età di 93 anni,  era uno dei quattro viventi insignito dell'onorificenza di Cavaliere dell'Ordine Militare di Guglielmo, la più alta destinata ai militari nei Paesi Bassi.

## La resistenza
Nel 1942 van den Hoek fu arrestato dai tedeschi e portato in un campo di lavoro nei pressi di Colonia. Durante un permesso, nel novembre 1943, non fece ritorno al campo ed entrò in clandestinità. Trovò, presso De Biesbosch, una casa galleggiante dove nascondersi, già occupata da altre tre persone in clandestinità. I clandestini della casa galleggiante venivano supportati dall'organizzazione partigiana LO (Landelijke Organisatie voor hulp aan onderduikers, Organizzazione Nazionale per l'aiuto alle persone nascoste), il cui compito era quello di aiutare tutte le persone in clandestinità. Durante questo periodo entrò a far parte del gruppo De Partizanen van de Biesbosch. Diventò così uno dei 21 partigiani chiamati line-crosser la cui specificità era quella di portare messaggi avanti e indietro tra i Paesi Bassi occupati e quelli già liberati dagli Alleati. La motivazione al conferimento dell'onorificenza di Cavaliere dell'Ordine Militare di Guglielmo è stata la seguente:
[Si distinse] anche, quando in uno di questi viaggi la sua barca fu raggiunta dal fuoco nemico e lui, dopo aver dovuto lasciare la sua barca, fu arrestato dal nemico, fuggito entro un mese, riprese a contribuire per mantenere il collegamento tra territorio liberato e occupato.
[Si distinse] infine, agendo perspicacemente con altri cittadini olandesi, presso De Biesbosch, costringendo alla resa e facendo prigionieri [in più riprese] soldati tedeschi armati fino ai denti, in piccoli gruppi, poi rinchiusi e custoditi su barconi in una zona nascosta del De Biesbosch.»